# Hornholzer Höhen
Die Hornholzer Höhen (dän. Hornskov Bakker) sind ein Naturschutzgebiet in der schleswig-holsteinischen Stadt Flensburg und den Gemeinden Oeversee, Handewitt und Freienwill im Kreis Schleswig-Flensburg.

## Allgemeines
Das rund 96 Hektar große Naturschutzgebiet ist unter der Nummer 216 in das Verzeichnis der Naturschutzgebiete des Ministeriums für Energiewende, Klimaschutz, Umwelt und Natur des Landes Schleswig-Holstein eingetragen. Das Gebiet steht seit dem 11. Februar 2025 unter Naturschutz. Zuständige untere Naturschutzbehörden sind die Stadt Flensburg und der Kreis Schleswig-Flensburg.

## Beschreibung
Das Naturschutzgebiet liegt im Süden bzw. südlich von Flensburg und ist nach der Siedlungsstelle Hornholz (dän. Hornskov) benannt. Es umfasst überwiegend Grünlandflächen in einer weichseleiszeitlichen Moränenlandschaft am Rand einer Endmoräne. Im Norden durchfließt die Westenwatt das Naturschutzgebiet.
Das reliefierte Gebiet mit Kuppen und Senken ist durch zahlreiche Hecken und Knicks gegliedert. Stellenweise sind Feldgehölze und sehr kleinflächige Wälder zu finden. In die Grünländer sind vielfach Stillgewässer mit offenen Wasserflächen und Verlandungszonen sowie versumpfte Bereiche eingebettet. Die Stillgewässer sind teilweise temporär und fallen im Verlauf des Jahres trocken. Die Grünländer sind teilweise als Magerrasen ausgebildet und werden vielfach mit Rindern beweidet.
Das Gebiet ist Lebensraum unter anderem für Neuntöter, Wiesenpieper, Braunkehlchen, Schwanzmeise, Baumpieper, Gartenrotschwanz, Steinschmätzer, Rohrammer und Goldammer. Weiterhin beherbergt es Reptilien wie Ringelnatter und Waldeidechse. Die Stillgewässer sind Lebensraum verschiedener Amphibien, darunter Kammmolch, Moorfrosch, Grasfrosch und Laubfrosch, sowie Libellen wie Große Königslibelle und Plattbauch. Das Gebiet ist auch Lebensraum und Nahrungshabitat für verschiedene Fledermäuse.
Im Gebiet siedeln unter anderem Wasserfeder, Sumpfblutauge, Sumpfschwertlilie, Sumpfdotterblume, Sumpfschafgarbe und Echter Baldrian.
Das Naturschutzgebiet grenzt im Nordwesten an die Bundesstraße 199 und im Nordosten an die Landesstraße 23 sowie im Osten an eine Deponie.